# 山下惣一
山下 惣一（やました そういち、1936年5月25日 - 2022年7月10日）は、日本の農民、小説家。農業をテーマにした作品の小説・ルポを執筆した。
佐賀県唐津市出身。唐津市立湊中学校卒。86歳没。

## 人物
中学校の卒業後に家業の農業を継いだ。30歳過ぎで作家となった。
2006年、毎日国際交流賞を受賞。
2021年2月、執筆活動から引退。
2022年7月10日、肺がんのため死去。86歳没。

## 役職
- 生活者大学校（こまつ座主宰、山形県川西町）教頭
- 農民連合九州・共同代表
- アジア農民交流センター代表

## 著書

### 小説
- 『海鳴り』（家の光協会、1969年、第13回農民文学賞）[2][3][4]
- 『減反神社』（家の光協会、1979年、第27回地上文学賞[2][4]、第85回直木賞候補[2][3][5]、ISBN 978-4259542962）
- 『ひこばえの歌』（家の光協会、1981年、ISBN 978-4259543075）
- 『にぎやかな大地』（講談社、1992年、ISBN 978-4062060646）
- 『身土不二の探究』（創森社、1998年、ISBN 978-4883403172）[3]

### 農業関連
- 『野に誌す』（六芸書房、1973年）
- 『日本の“村”再考―くたばれ近代化農政』（ダイヤモンド社、1975年)
- 『二十三日間の中国』（六芸書房、1976年、ISBN ）
- 『いま、村は大ゆれ。』（ダイヤモンド社、1978年、ISBN 978-4478940129）
- 『まだ、村は大ゆれ』（ダイヤモンド社、1980年、ISBN 978-4478940273）
- 『種かかしの詩』（家の光協会、1982年、ISBN 978-4259543204）
- 『父と子の伝説』（家の光協会、1984年、ISBN 978-4259543334）
- 『村に吹く風』（新潮社、1984年、ISBN 978-4103548010）
- 『土と日本人――農のゆくえを問う』（日本放送出版協会、1986年、ISBN 978-4140014981）
- 『いま、米について。―農の現場から怒りの反論』（ダイヤモンド社、1987年、ISBN 978-4478940662）
- 『農家の父より息子へ』（家の光協会、1988年、ISBN 978-4259543785）
- 『農家の主(あるじ)より消費者へ』（家の光協会、1990年、ISBN 978-4259543921）
- 『タマネギ畑で涙して―タイ農村ふれあい紀行』（農山漁村文化協会、1990年、ISBN 978-4540900662）
- 『村からのホンネ―きょうからあしたの農を考える』（ダイヤモンド社、1991年、ISBN 978-4478940792）
- 『一寸の村にも、五分の意地。』（社会思想社、1992年、ISBN 978-4390114196）
- 『だから農家は論より証拠』（家の光協会、1992年、ISBN 978-4259544171）
- 『脱サラ農民はなぜ元気』（家の光協会、1993年、ISBN 978-4259544348）
- 『それでも農は命綱』（家の光協会、1994年、ISBN 978-4259544478）
- 『農業わけ知り事典』（創森社、1995年、ISBN 978-4883400140）
- 『タイの田舎から日本が見える』（農山漁村文化協会、1996年、ISBN 978-4540961267）
- 『身土不二の探究』（創森社、1998年、ISBN 978-4883403172）
- 『農の時代がやってきた』（家の光協会、1999年、ISBN 978-4259545536）
- 『産地直想』（創森社、2002年、ISBN 978-4883401369）[3]
- 『農のモノサシ』（創森社、2003年、ISBN 978-4883401611）
- 『ザマミロ!農は永遠なりだ』（家の光協会、2004年、ISBN  978-4259546502）
- 『食べものはみんな生きていた』（講談社、2004年、ISBN  978-4062123938、エッセイ）
- 『農業に勝ち負けはいらない!―国民皆農のすすめ』（家の光協会、2007年、ISBN  978-4259547066）
- 『百姓が時代を創る』（七つ森書館、2008年、ISBN  978-4822808594）
- 『直売所だより』（創森社、2008年、ISBN  978-4883402199、コラム集）
- 『惣一じいちゃんの知っているかい?農業のこと』（家の光協会、2009年、ISBN  978-4259518271）

### 編著書、共著書
- 『農業に志あり―21世紀を拓く人々』小堺昭三 、南里征典の共著（家の光協会、1987年、ISBN 978-4259543730）
- 『30人の「大」百姓宣言―農の時代をつくる主役たち』佐藤藤三郎、星寛治との共著（ダイヤモンド社、1997年、ISBN 978-4478941348)
- 『安ければ、それでいいのか!?』編著（コモンズ、2001年、ISBN 978-4-9066-4044-7）
- 『百姓が時代を創る』大野和興との共著（七つ森書館、2004年、ISBN 978-4-8228-0492-3)
- 『儲かれば、それでいいのか』本山美彦、三浦展、古田睦美、佐久間智子との共著（「環境・持続社会」研究センター、2006年、ISBN 978-4-8618-7015-6）
- 『見えてますか?農業と農村の将来―縁故米運動宣言』星寛治、槌田劭との共著（アットワークス、2007年、ISBN  978-4939042249）
- 『食べ方で地球が変わる―フードマイレージと食・農・環境』山下惣一、鈴木宣弘、中田哲也 の編著（創森社、2007年、ISBN  978-4883402106）
- 『振り返れば未来 山下惣一聞き書き』山下惣一、佐藤弘の編著（不知火書房、2022年、ISBN 978-4883451395)

## ドラマ・映画・舞台化作品
- 『ひこばえの歌』（1982年、NHK総合「ドラマ人間模様」）
- 『遺産らぷそでぃ』（青年劇場、『ひこばえの歌』が原作）
- 『菜の花らぷそでぃ』（青年劇場、『身土不二の探究』が原作）